# G8-Gipfel in Birmingham 1998
Der G8-Gipfel in Birmingham 1998  war das 24. Gipfeltreffen der Regierungschefs der Gruppe der Acht. Das Treffen fand unter dem Vorsitz des britischen Premierminister Tony Blair vom 15. bis 17. Mai 1998 statt. Bei diesem Treffen wurde Russland formal als Teilnehmer der G8 aufgenommen.
Während des Gipfeltreffens pflanzte jeder der acht teilnehmenden Staats- bzw. Regierungschefs im St Thomas’ Peace Garden einen Baum, der sein jeweiliges Herkunftsland repräsentieren sollte.

## Teilnehmer
| Deutschland                    | Helmut Kohl       |
| Frankreich                     | Jacques Chirac    |
| Italien                        | Romano Prodi      |
| Japan                          | Ryūtarō Hashimoto |
| Kanada                         | Jean Chrétien     |
| Vereinigte Staaten von Amerika | Bill Clinton      |
| Vereinigtes Königreich         | Tony Blair        |
| Russische Föderation           | Boris Jelzin      |
| Europäische Union              | Jacques Santer    |